# Szent Bathildisz
Szent Bathildisz (franciául: Bathilde), (Anglia területén, 626/627 – Chelles, 680. január 30.) szentként tisztelt kora középkori frank királyné.
Szent Ethelbert angolszász király unokájaként született. Még gyermekkorában normann kalózok rabolták el, és a Frank Birodalom területén adták el rabszolgaként. Az egyik frank udvarnagy jámbor feleségéhez került, aki szeretettel felnevelte. Bathildisz szépsége feltűnt II. Klodvig frank királynak is, és 649-ben feleségül is vette a nőt.
Bathildisz új környezetében sokat tett a szegénység enyhítésre és a rabszolgaság felszámolására. Férjének már 657-ben bekövetkezett halála után kiskorú fia helyett kormányozta az országot, majd később a Párizs mellett fekvő chelles-i – általa alapított – kolostorba vonult. Itt élt szent életet 680-ban bekövetkezett haláláig. Az egyház halála napján üli emlékét.